# Petra Sternbergová
Petra Sternbergová (* 21. únor 1975 Ostrov nad Ohří), rozená Říhová, je spolumajitelkou zámku Jemniště.
Dětství prožila v Jindřichově Hradci a Kardašově Řečici. Vystudovala teologii a religionistiku na Univerzitě Karlově v Praze. Na zámku Jemniště otevřela kavárnu a v roce 2000 založila svatební agenturu.

## Rodina
Petra Říhová se 25. listopadu 1995 v Jemništi provdala za hraběte Jiřího Sternberga (* 29. listopad 1968 Senden), syna Jana Bosca Sternberga (25. listopad 1936 Praha – 14. září 2012) a jeho manželky (sňatek 4. července 1964 Vejprnice) Marie Leopoldiny, rozené Lobkowiczové (8. prosinec 1943 Plzeň – 2. října 2017 Klatovy); synovce Zdeňka Sternberga (1923–2021), majitele hradu Český Šternberk. Mají spolu dvě děti:
- 1. Vojtěch Václav (* 16. září 1996 Benešov)
- 2. Izabela (* 26. leden 1999 Neratovice)